# Faisceau arqué
Le faisceau arqué est un ensemble de fibres axonales dites « associatives » reliant les aires de Broca et de Wernicke. Il constitue la voie dorsale du langage selon le modèle proposé par Hickock et Poeppel. Cette voie du langage intervient dans le processus phonologique, la syntaxe et l'articulation.

## Morphologie
Le faisceau arqué est une entité qui doit être distinguée des trois portions du faisceau longitudinal supérieur (SLF-I, SLF-II et SLF-III). Il présente une morphologie en forme de « C » disposé autour de la vallée sylvienne et reliant les régions temporale et frontale. Parmi les faisceaux de fibres associatives au sein d'un hémisphère, il est celui en position la plus latérale puisqu'il se situe en dehors des fibres de la voie ventrale du langage (faisceau fronto-occipital inférieur et faisceau unciné), des radiations optiques et des fibres de la corona radiata.
Plusieurs descriptions du faisceau arqué ont été proposées :
- Selon Catani[3], le faisceau arqué peut être subdivisé en 3 segments reliant 3 régions corticales :
  - un segment direct reliant le gyrus frontal inférieur (pars operculaire et triangulaire, aire de Broca) avec le tiers postérieur des gyri temporaux supérieur et postérieur ;
  - un segment antérieur reliant le gyrus frontal inférieur et le gyrus pariétal inférieur ;
  - un segment postérieur reliant le gyrus pariétal inférieur et le tiers postérieur des gyri temporaux supérieur et postérieur.

- Selon Middlebrooks[2], le faisceau arqué peut être subdivisé en deux segments :
  - un segment ventral reliant les régions postérieures des gyri temporaux supérieur et moyen avec les régions frontales inférieures (pars operculaire, pars triangulaire et cortex pré moteur ventral) en passant par le gyrus supra marginal (lobe pariétal inférieur) ;
  - un segment dorsal reliant les régions postérieures des gyris temporaux moyen et inférieur avec les régions frontales inférieures (pars operculaire, pars triangulaire et cortex pré moteur ventral) en passant par le gyrus angulaire (lobe pariétal inférieur).

## Fonction
Le faisceau arqué  qui constitue la voie dorsale du langage intervient essentiellement dans le processus phonologique mais aussi la syntaxe et l'articulation.
Une altération du faisceau arqué est responsable d'une aphasie dite de conduction qui se manifeste par des difficultés à répéter les phrases, à nommer les objets et les images. Les patients présentant une atteinte du faisceau arqué produisent donc une paraphasie phonémique mais peuvent tout de même produire un discours compréhensible et comprendre les phrases simples.

## Exploration
Le faisceau arqué peut être visualisé en IRM grâce aux séquences de tractographie (imagerie du tenseur de diffusion). Compte tenu de son importance dans le système du langage, une étude en IRM de celui-ci peut être réalisée lors du bilan préopératoire de certaines tumeurs cérébrales, l'objectif étant de repérer la position du faisceau par rapport à la  tumeur afin de préserver autant que possible celui-ci lors de l'exérèse tumorale.

## Histoire évolutive
La jonction assurée par le faisceau arqué (FA) entre le gyrus temporal supérieur (STG) et le gyrus temporal moyen (MTG) est considérée comme essentielle à l'élaboration de phrases syntaxiquement et sémantiquement complexes. Si la connexion nerveuse reliant le faisceau arqué au STG est bien visible chez d'autres primates et notamment chez le Chimpanzé, celle le reliant au MTG n'a longtemps été observée que chez l'Homme, étayant l'hypothèse d'une différenciation morphologique de la lignée humaine à l'origine du langage.
En 2025, l'exploitation des images IRM de vingt cerveaux de chimpanzés révèle l'existence d'une connexion FA-MTG, quoique moins moins importante que chez l'Homme. Le développement de cette connexion remonte donc à plus de 7 millions d'années, l'âge estimé pour la séparation des deux lignées,.